# 内海崇
内海 崇（うつみ たかし、1985年〈昭和60年〉12月9日 - ）は、日本のお笑いタレント。お笑いコンビ・ミルクボーイのツッコミ担当。相方は駒場孝。兵庫県姫路市出身。吉本興業大阪本部所属。NSC大阪校・一般27期扱い。

## 来歴

### 高校卒業まで
1985年12月9日、兵庫県姫路市で生まれる。姫路市立白浜小学校、姫路市立灘中学校、兵庫県立姫路南高等学校出身。
高校時代は「コスモス」というコンビで活動していた。高校3年生の時にM-1甲子園にも出場したが、予選で敗退。

### 大学入学から卒業まで
高校卒業後、シナリオライターを目指して大阪芸術大学映像学科に進学。入学当初はアイスホッケー部に入ろうか迷っていたが、結局2ヶ月遅れで落語研究会に入る。そこで初めて駒場と出会う。駒場は当時すでに同級生と「芸大亭キング」というコンビを組んでいたが、駒場自身が解散を申し込んだため、内海は駒場に誘われコンビを組む。大学1年生の7月には大学の教室を借りて、初めて「ミルクボーイ」として舞台に立った。
2006年、仮コンビで初めてM-1グランプリに出場し、2回戦にまで進出する。この時の立ち位置は現在とは逆で「左」であった。同年、「大学生M-1グランプリ」で優勝を果たす。
2007年7月、baseよしもとのオーディションに合格。翌年3月に大学を卒業する。

### 事務所所属から「M-1グランプリ」優勝まで
事務所所属後、本格的にコンビとして始動し、M-1グランプリにも出場したが、あまり良い成績を残すことができなかった。
M-1グランプリ旧大会終了（2010年）から2015年に再開するまでの5年間は、漫才をサボり気味になり、新ネタを作ることもなく、もともと趣味だったギャンブルにのめり込まれていった。
2016年、自身の母がくも膜下出血で倒れ、改めて将来について考えるようになる。その後、駒場と共に再び漫才に向き合い始める。
2018年12月、後輩の霜降り明星が史上最年少でM-1グランプリ優勝を果たしたことに強い刺激を受け、漫才に対する思いがより一層強くなった。そのため、ギャンブルを完全に止めた。
2019年12月、「M-1グランプリ2019」にて歴代最高点となる681点を記録し、優勝を果たす。

### M-1グランプリ優勝後
2019年12月31日、「第70回紅白歌合戦」に出演し、「けん玉ギネス世界記録への挑戦」で特技のけん玉を披露した。
2020年4月28日、9年間交際していた女性と婚約したことを自身のツイッターにて公表。同年6月1日に婚姻届を提出した。
2020年9月19日、新型コロナウイルス感染症に感染していたことを発表。10月3日、仕事復帰を報告した。

## 人物
- 身長は168cm、体重は95kgと相方の駒場に比べて小柄で体格が良い。
- 趣味・特技は、けん玉と早食いで、けん玉は1段を取得している。
- 月亭八光いわく、ターニングポイントはM-1グランプリと、ウマ娘のクイズ。
- 髪の毛の「角刈り」がトレードマークとなっており、長年、大阪の散髪屋で切ってもらっている。新型コロナウイルス拡大防止に伴う自粛期間中は散髪屋にいくことができず、髪の毛が伸び続けていたが、2020年5月27日、自身のツイッターにて散髪屋での角刈りが復活したことを報告した[7]。
- 『ちいかわ』のファンである[8]。

## 出演

### テレビドラマ
- 連続テレビ小説 おむすび（2024年後期放送、NHK） - 大崎彰 役[9]

### 映画
- 親のお金は誰のもの 法定相続人（2023年10月6日、イオンエンターテイメント / ギグリーボックス） - 仕立て屋の主人 役[10]